# NGC 5323
NGC 5323 (również PGC 48785 lub UGC 8719) – galaktyka spiralna (Sab), znajdująca się w gwiazdozbiorze Małej Niedźwiedzicy. Odkrył ją William Herschel 20 grudnia 1797 roku.